# Hronské Kosihy
Hronské Kosihy (in ungherese Garamkeszi) è un comune della Slovacchia facente parte del distretto di Levice, nella regione di Nitra.